# Кречман, Шарлотта
Шарлотта «Лотта» Кречман (нем. Charlotte Kretschmann; 3 декабря 1909, Бреслау, Пруссия, Германская империя — 27 августа 2024, Кирххайм-унтер-Текк) — немецкая супердолгожительница, чей возраст подтверждён Группой геронтологических исследований (GRG) и Группой LongeviQuest (LQ), самый старый из когда-либо живших людей в Германии. С 19 августа 2024 года, после смерти Марии Браньяс Мореры, являлась вторым старейшим жителем Европы.

## Биография
Кречман родилась в Бреслау 3 декабря 1909 года в семье среднего класса, у неё было много братьев и сестёр. Её бабушка и дедушка жили на ферме в Померании. В юности она была активной спортсменкой и участвовала в соревнованиях по легкой атлетике. В этом она видела главную причину того, что оставалась активной на протяжении всей своей жизни. Занимаясь спортом, она познакомилась со своим мужем Вернером Линдеманом. В браке родилась дочь Зигрид.
Во время Второй мировой войны муж Шарлотты ушел на фронт, она осталась в их родном городе, но к концу войны бежала в Штутгарт, где нашла своего мужа, выжившего благодаря немецкому Красному Кресту.
Муж и дочь Шарлотты скончались. После кровоизлияния в мозг она переехала в дом престарелых в Кирххайм-унтер-Теке. Кречман вела в Instagram фотодневник своей жизни.
Врачи отмечали относительно крепкое здоровье Кречман, учитывая её возраст; оба её родителя предположительно дожили до 90 лет.
Умерла в Кирххайм-унтер-Текк 27 августа 2024 года в возрасте 114 лет и 268 дней.

## Рекорды долголетия
3 декабря 2019 года Кречман исполнилось 110 лет. После смерти Анны Цернохорски 18 сентября 2022 года она стала самым старым живым человеком в Германии в возрасте 112 лет. 8 августа 2023 года она превзошла возраст Йозефины Олльман (113 лет и 248 дней), став самым старым человеком, когда-либо жившим в Германии. Её возраст был подтверждён Геронтологической исследовательской группой 23 августа 2023 года и LongeviQuest 22 декабря 2023 года.